# Salvatore Cavallaro
Salvatore Cavallaro (Catania, 16 de agosto de 1995) es un deportista italiano que compite en boxeo.
Ganó una medalla de bronce en el Campeonato Mundial de Boxeo Aficionado de 2021 y tres medallas en el Campeonato Europeo de Boxeo Aficionado entre los años 2015 y 2022.
En los Juegos Europeos obtuvo dos medallas, plata en Minsk 2019 (75 kg) y bronce en Cracovia 2023 (80 kg).

## Palmarés internacional
| Campeonato Mundial | Campeonato Mundial  | Campeonato Mundial | Campeonato Mundial |
| Año                | Lugar               | Medalla            | Categoría          |
| ------------------ | ------------------- | ------------------ | ------------------ |
| 2021               | Belgrado (Serbia)   | Medalla de bronce  | 75 kg              |
| Juegos Europeos    |                     |                    |                    |
| Año                | Lugar               | Medalla            | Categoría          |
| 2019               | Minsk (Bielorrusia) | Medalla de plata   | 75 kg              |
| 2023               | Nowy Targ (Polonia) | Medalla de bronce  | 80 kg              |
| Campeonato Europeo |                     |                    |                    |
| Año                | Lugar               | Medalla            | Categoría          |
| 2015               | Samokov (Bulgaria)  | Medalla de bronce  | 75 kg              |
| 2017               | Járkov (Ucrania)    | Medalla de bronce  | 75 kg              |
| 2022               | Ereván (Armenia)    | Medalla de bronce  | 75 kg              |